# Селяна
Селяна — село в Вилегодском муниципальном округе Архангельской области. Население 2 человека

## География
Находится в юго-восточной части Архангельской области на расстоянии приблизительно 38 км на северо-восток по прямой от административного центра района села Ильинско-Подомское на правом берегу реки Виледь.

## История
Отмечалось еще в 1710 году. Упоминалось также в 1755 году. В 1795 году возведена новая деревянная Никольская церковь (ныне обветшала и заброшена). В 1859 году здесь (погост Селянский Сольвычегодского уезда Вологодской губернии) было учтено 3 двора. До 2020 года входило в состав Селянского сельского поселения до его упразднения.

## Население
Численность населения: 3 человека (1859 год), 2 (русские 100 %) в 2002 году, 1 в 2010.